# Junya Higashi
Junya Higashi (東 隼也 Higashi Junya?, nacido el 13 de noviembre de 1997 en Hyogo) es un futbolista japonés que se desempeña como defensa.

## Trayectoria

### Clubes
| Club                | País  | Año         |
| ------------------- | ----- | ----------- |
| Vissel Kobe         | Japón | 2016 - 2017 |
| Fukushima United FC | Japón | 2018 -      |

## Estadística de carrera

### J. League
| Club        | Año   | J. League | J. League | Copa J. League | Copa J. League | Total | Total |
| Club        | Año   | Part.     | Goles     | Part.          | Goles          | Part. | Goles |
| ----------- | ----- | --------- | --------- | -------------- | -------------- | ----- | ----- |
| Vissel Kobe | 2016  | 2         | 0         | 3              | 0              | 5     | 0     |
| Vissel Kobe | 2017  | 0         | 0         | 0              | 0              | 0     | 0     |
| Total       | Total | 2         | 0         | 3              | 0              | 5     | 0     |